# San Fernando CD
A San Fernando CD, teljes nevén San Fernando Club Deportivo egy spanyol labdarúgócsapat. A klubot 2009-ben alapították, jelenleg a negyedosztályban szerepel. Jogelődje a CD San Fernando.

## Statisztika
| Szezon  | Osztály | Poz. | Copa del Rey |
| ------- | ------- | ---- | ------------ |
| 2010/11 | 3ª      | —    |              |

## Külső hivatkozások
- Hivatalos weboldal
- Futbolme